# Bulwer (Afrique du Sud)
Pour les articles homonymes, voir Bulwer.
Bulwer  est une petite ville située dans la région du KwaZulu-Natal en Afrique du Sud.
La population était de 731 habitants en 2001.

## Géographie
Bulwer est situé sur la route régionale R617, entre Boston et Underberg. Le village est à proximité de la montagne Amahwaqa (« la brumeuse »).

## Tourisme
Le tourisme est la principale activité de Bulwer, avec notamment des sites ornithologiques, ainsi qu’une piste de décollage pour le deltaplane et le parapente.

## Personnalités célèbres
- Marjorie Clark (1909 - 1993), athlète spécialiste du 80 mètres haies